# 25 de cercuri mari ale octaedrului sferic

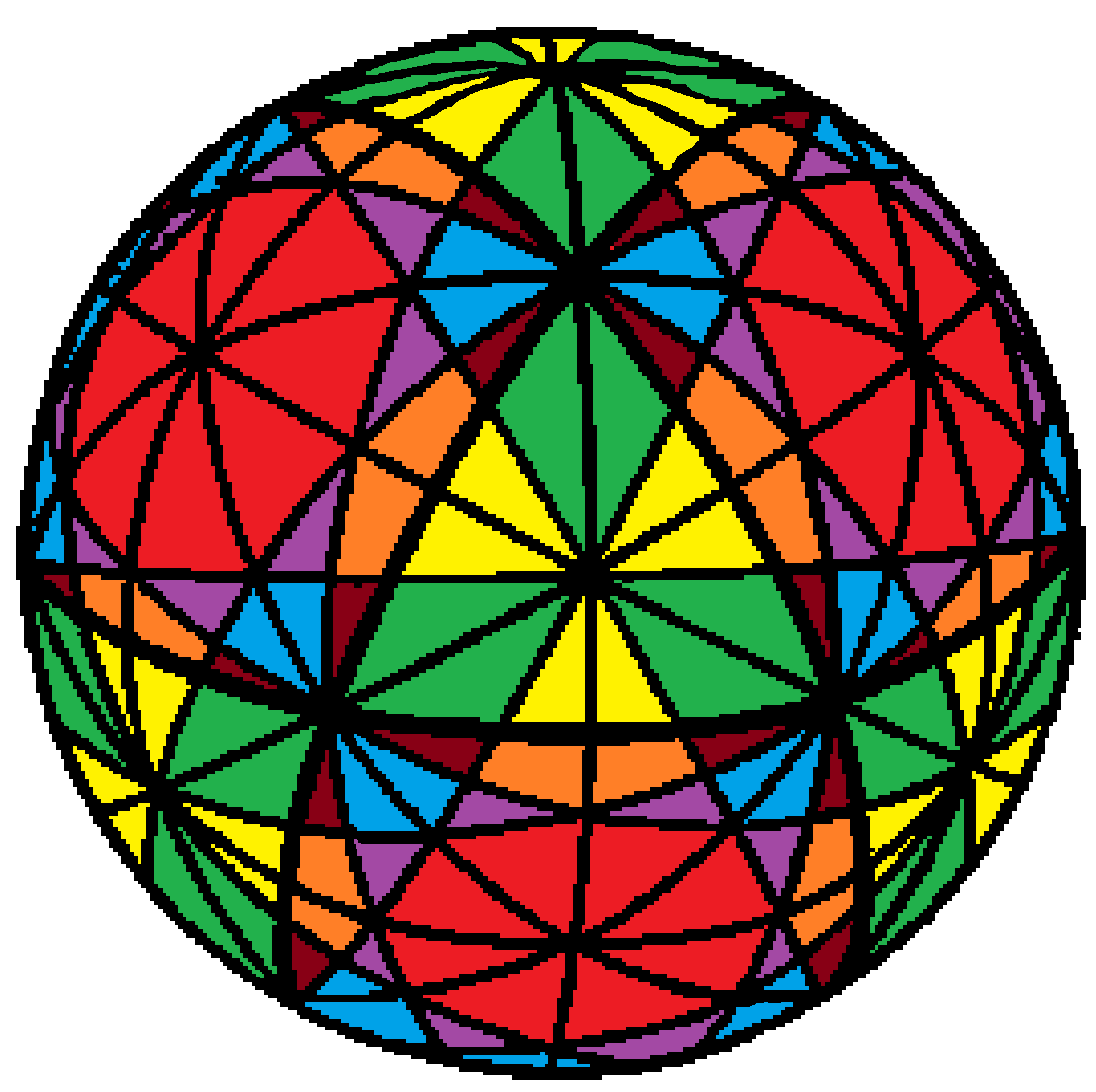
Cele 25 de cercuri mari cu domeniile colorate după pozițiile de simetrie

În geometrie cele 25 de cercuri mari ale octaedrului sferic formează un aranjament de 25 de cercuri mari aflate în simetrie octaedrică. Aranjamentul a fost identificat pentru prima dată de Buckminster Fuller și este folosit în construcția domurilor geodezice.

## Construcție
Cele 25 de cercuri mari se obțin din 3 seturi, de 12, 9 și 4, fiecare reprezentând laturile unui poliedru proiectat pe o sferă. Nouă cercuri mari reprezintă laturile unui dodecaedru disdiakis, dualul unui cuboctaedru trunchiat. Încă patru cercuri mari reprezintă laturile unui cuboctaedru, iar ultimele douăsprezece cercuri mari conectează mijloacele laturilor unui cuboctaedru cu centrele celorlalte triunghiuri.